# Lago de Selbu

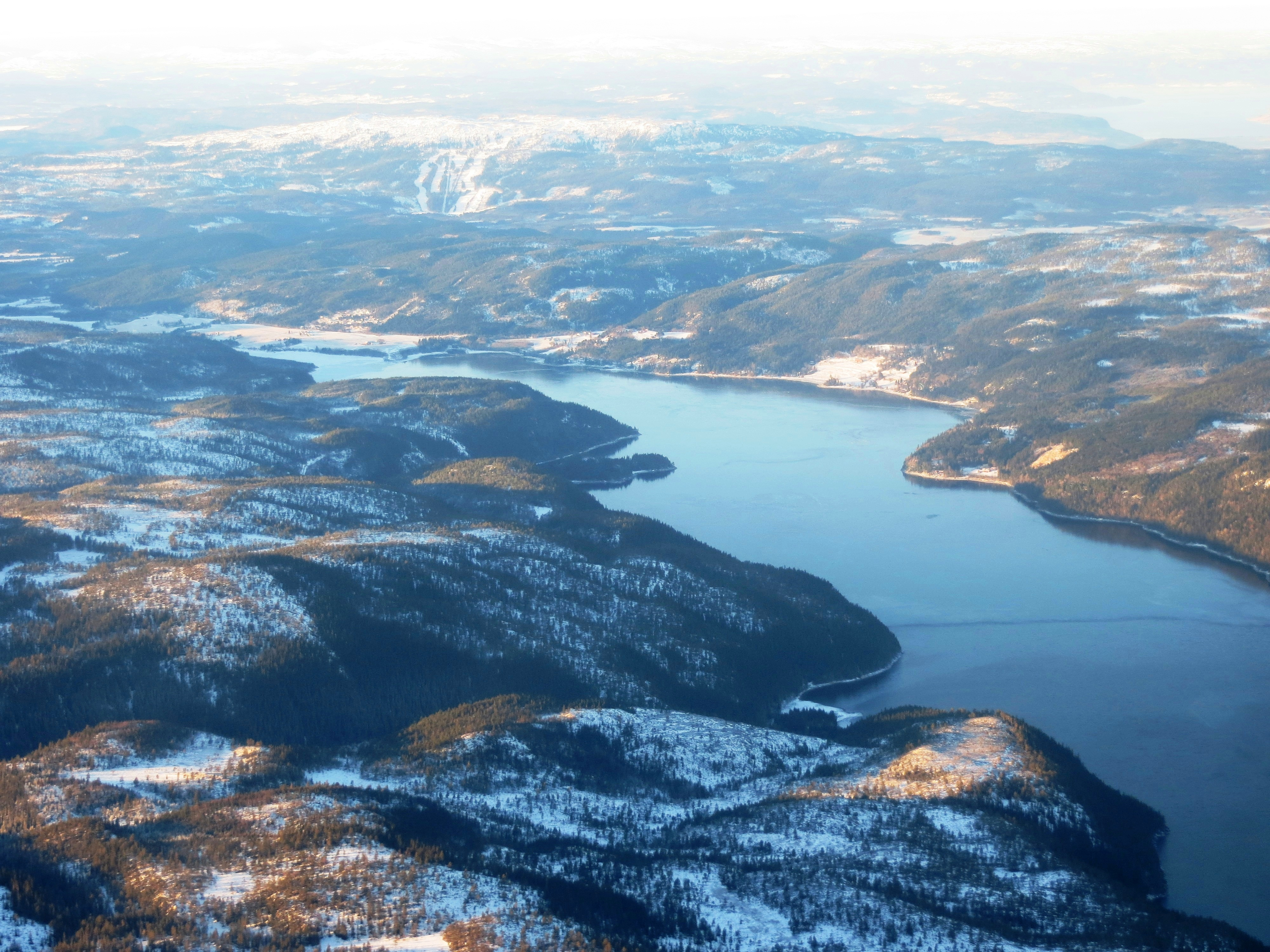
Vista del lago con las montañas Vassfjellet (Selbu)

El lago de Selbu, a veces Selbusjø o Selbusjøen (en noruego: Selbusjøen) es un lago de agua dulce de Noruega, con 58,26 km², el decimoséptimo  más extenso del país. El lago está situado a 157 m s. n. m., tiene una profundidad máxima de 135 metros  y su volumen se calcula en 4,03 km³. Administrativamente, el lago se encuentra en el condado de Trøndelag, principalmente en el municipio de Selbu y el extremo occidental en Klæbu.
Selbusjø es el mayor lago de Trøndelag y forma parte de la cuenca Nea-Nidelva:  el río Nea es el principal de sus afluentes, que desemboca en su extremo oriental, y el río Nidelva es su emisario, fluyendo por el extremo occidental. Los localidades de Selbustrand, Fossan, Tømra, Trøa, Innbygda, Mebonden, Vikvarvet y Sjøbygda se encuentran alrededor del lago.